# Kristián Kolčák
Kristián Kolčák (Pozsony, 1990. január 30. –) szlovák labdarúgó, korábban a Gyirmót csapatában is játszott a magyar élvonalban. Pályafutását a Slovan Bratislavában kezdte. 2007. július 18-án, 17 éves korában mutatkozott be a szlovák labdarúgó-bajnokság első osztályában a Dubnica ellen, ahol csapata 4–1 arányban diadalmaskodott. 2017-től a Gyirmót FC védője.

## Sikerei, díjai
- ŠK Slovan Bratislava:
  - Szlovák labdarúgó-bajnokság bajnok: 2008–09, 2010–11
  - Szlovák labdarúgókupa 2009–10, 2010–11, 2012–13